# اموشكاين (إمكراد)
اموشكاين هي إحدى مشيخات المملكة المغربية، تتبع جغرافيا لإقليم الصويرة وإداريًا لإمكراد. يقدر عدد سكانها بـ 3723 نسمة حسب الإحصاء الرسمي للسكان والسكنى لسنة 2004.